# Becca di Nona
La Becca di Nona (Pic de Nona in francese, 3.142 m s.l.m.) è una montagna delle Alpi Graie, situata a ridosso di Aosta.

## Toponimo
Quando da Aosta si vede il sole passare sul vertice della piramide, sono le undici. A quest'ora, nel passato, i canonici della Cattedrale di Aosta celebravano l'office des nones, il breviario di mezzogiorno che terminava alle 15:00, la hora nona dei Romani. L'anticipo ricorda l'ora in cui, nel marzo 1536, Giovanni Calvino, bandito dal territorio valdostano dopo il fallimento della sua campagna religiosa, ha varcato la Fenêtre de Durand per rientrare in Svizzera.
In passato, la Becca di Nona era conosciuta come Bec de onze heures  (dal francese, "Picco delle ore undici"), a differenza del Monte Emilius, chiamato Pic de dix heures ("Picco delle ore dieci"), oppure Mont Glariéty. Nel 1857, il medico, alpinista e benefattore valdostano Laurent Cerise battezzò questa vetta Pic Carrel in onore del priore Georges Carrel, ma non ebbe successo.

## Caratteristiche

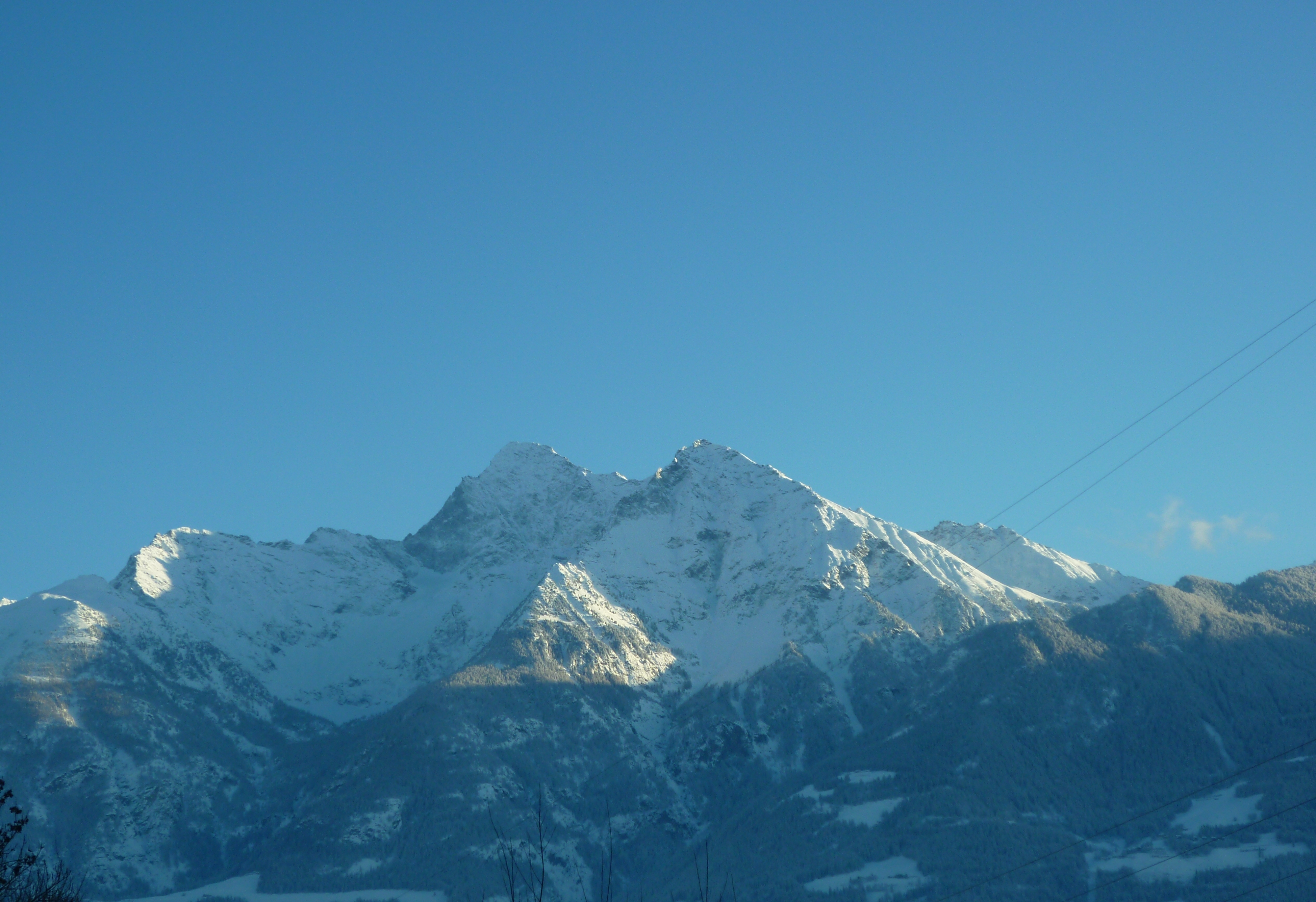
La Becca di Nona vista da Entrebin (collina di Aosta) in inverno

Dalla sua cima, grazie anche alla sua configurazione aguzza, è possibile avere una impressionante visione del capoluogo valdostano dall'alto e inoltre si possono vedere tutte le principali vette valdostane; verso sud si può ammirare la vetta del vicinissimo monte Emilius.
Sulla vetta è presente una statua in ghisa della Madonna che fu trasportata a dorso di mulo nel 1892. Sul colle Carrel, colle che separa la Becca di Nona dal monte Emilius, è presente il Bivacco Federico Zullo (2.897 m), utile per chi volesse compiere l'ascensione al Monte Emilius usufruendo di una nuova via ferrata di elevata difficoltà.
Ogni due anni viene organizzata un vertical chiamato Becca di Nona con partenza da piazza Émile Chanoux ad Aosta un dislivello positivo maggiore di 2500 m e una distanza di 13 km. I migliori atleti riescono a completare il tragitto in poco più di due ore. Inoltre per celebrare i Santi Pietro e Paolo gli scout di Aosta, ogni anno, organizzano una gita notturna fino alla Becca per accendere dei fuochi visibili dal capoluogo valdostano.

## Salita alla Vetta
L'ascensione alla Becca di Nona normalmente inizia da Pila (1.814 m), eventualmente usufruendo per la prima parte della seggiovia di Chamolé, seggiovia che parte da Pila. 

### Caratteristiche dell'ascensione
- Dislivello da superare: 1161 m
- Tempo medio di percorrenza: 4 ore
- Descrizione dell'itinerario: una volta raggiunta Pila si usufruisce della seggiovia per salire fino al lago di Chamolé. Con la funivia si risparmia un'oretta buona di cammino.

Dal lago di Chamolé si prosegue sulla sinistra fino ad arrivare al Col Replan (2439 metri) e poi scendere sul vallone di Comboé (2150 metri).

Si attraversa la conca pianeggiante e si risale per pietraie il pendio dove è situata la diramazione per raggiungere la vetta: a sinistra c'è la via diretta, mentre quella a destra conduce dapprima al grazioso bivacco Federico Zullo salendo lungo un tratto morenico.

Il bivacco è posto sul Colle Carrel, che è la depressione tra la Becca e la cresta del Monte Emilius. Da qui si può raggiungere il Monte Emilius seguendo una via ferrata.

## Galleria d'immagini

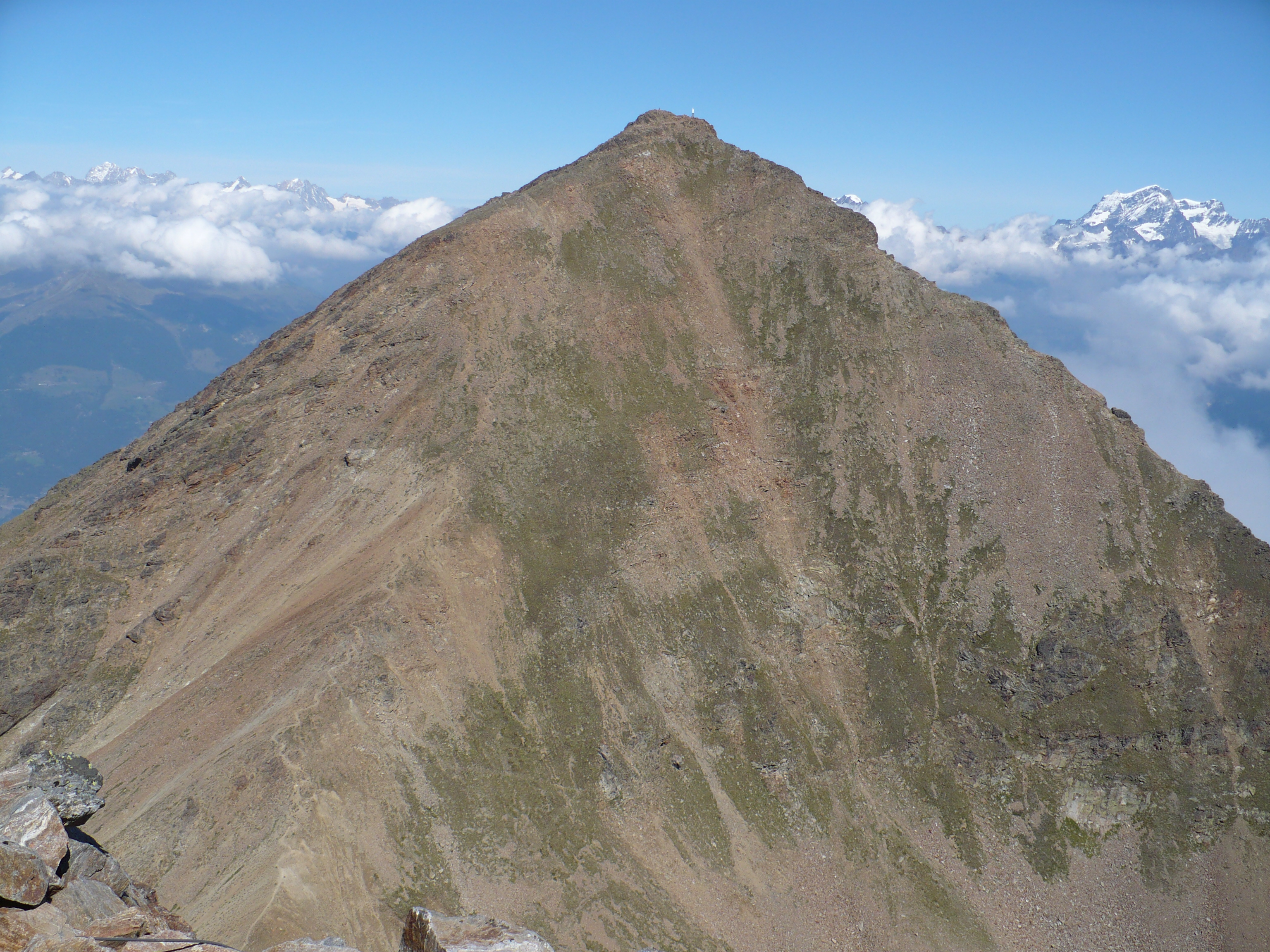
La Becca di Nona vista dalla ferrata al monte Emilius
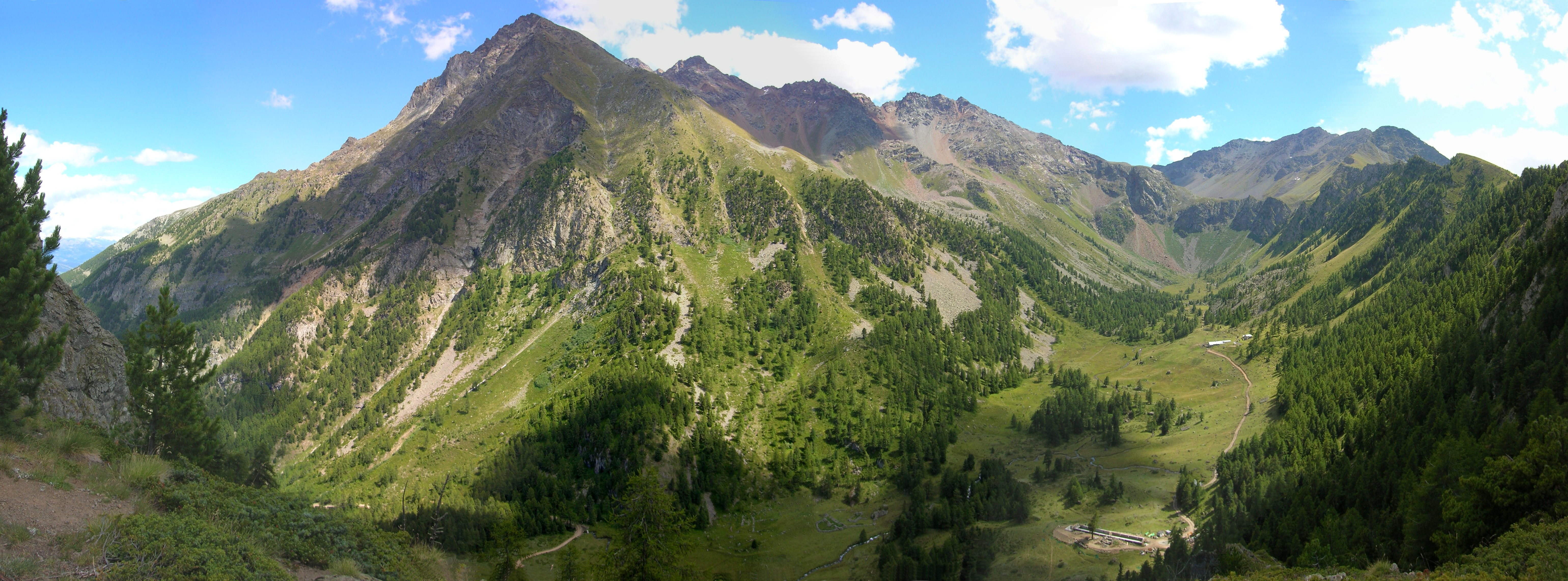
Becca di Nona e Vallone di Comboé visti dal Col Plan Fenêtre